# Wielka Synagoga w Brukseli
Wielka Synagoga w Brukseli (fr. Grande synagogue de Bruxelles; flam. Grote synagoge van Brussel) – synagoga znajdująca się w Brukseli, stolicy Belgii, przy Rue de la Regence. Obecnie jest główną i największą synagogą brukselskiej gminy żydowskiej.
Synagoga została zbudowana w 1878 roku według chrześcijańskiego architekta Désiré De Keysera. Neoromańską fasadę z licznymi elementami neobizantyjskimi, flankują dwie kwadratowe wieże. Całość wieńczą wielkie tablice Dekalogu.

## Wielka Synagoga Europy
Od 4 czerwca 2008 roku na wniosek Konferencji Rabinów Europejskich synagoga została nazwana Wielką Synagogą Europy. W tym samym dniu podczas nabożeństwa odczytano napisaną specjalnie na tę okazję "Modlitwę za Europę". Tekst spisany w języku francuskim i niderlandzkim, w dwóch oficjalnych językach Belgii, stanowi prośbę do Boga o zapewnienie szczęścia mieszkańcom Europy i uczynienie jej wielką i silną w swojej jedności. Prosi go także o oświecenie unijnych polityków, aby w swoich decyzjach kierowali się zasadami równości i sprawiedliwości i uczynili Europę „wspólnotą duchową”.
Według Konferencji Rabinów Europejskich, synagoga ma się stać miejscem obchodzenia uroczystości o wymiarze europejskim. Na inaugurację europejskiej synagogi zjadą do Brukseli główni rabini państw europejskich, a akt założycielski podpisze José Barroso, przewodniczący Komisji Europejskiej.